# Cecelia Goetz
Cecelia Helen Goetz (30 de septiembre de 1917 - 26 de enero de 2004) fue una abogada y jueza de quiebras estadounidense que formó parte del equipo de fiscales en los juicios de Núremberg.

## Biografía

### Inicios
Goetz se graduó del instituto Textile High School, ubicado en Chelsea, Manhattan, donde fue redactora jefe del periódico escolar. Después estudió en la Escuela de Derecho de la Universidad de Nueva York, donde se desempeñó como redactora en jefe de la revista New York University Law Review —la primera mujer nombrada redactora en jefe de una revista de derecho estadounidense importante—, y se graduó como salutatorian en 1940. Mientras estudiaba derecho, cursó estudios en el extranjero en la Sorbona.

### Juicios de Núremberg
Tras ser rechazada en un principio, Goetz entró a trabajar en el Departamento de Justicia de los Estados Unidos, en el equivalente a la actual División Civil del organismo. Aunque solicitó ser fiscal en los juicios de Núremberg, fue rechazada de nuevo a instancias del Departamento de Guerra. Sin embargo, con posterioridad el abogado Telford Taylor le concedió una "exención de discapacidad" para que pudiera servir. La "discapacidad" era su género. A Goetz le ofrecieron el cargo de supervisora en el Departamento de Justicia -siendo la primera mujer en recibir dicha oportunidad-, pero rechazó la oferta con tal de trabajar en Núremberg.
Primero participó en el juicio de Friedrich Flick y después se convirtió en letrada asociada en el juicio de Alfried Krupp, donde pronunció el alegato de apertura el 8 de diciembre de 1947. Fue una de las cuatro mujeres que formaron parte del equipo de la fiscalía de Núremberg y, como abogada adjunta, superaba en rango a seis hombres. En aquel momento, señaló que "conseguir un veredicto de culpabilidad en este caso sería, en mi opinión, un gran paso para evitar futuras guerras". Más tarde describiría su participación en los juicios como "el trabajo más importante en el que he participado".

### Práctica privada y trabajo gubernamental
Después de Núremberg, Goetz regresó a Estados Unidos. Trabajó en Goetz & Goetz, la firma de su padre Isidor Goetz, y más tarde se convirtió en la primera mujer en ocupar el puesto de consejera jefe adjunta de la Agencia de Estabilización Económica. Posteriormente se desempeñó como asistente especial del Fiscal General en la División de Impuestos del Departamento de Justicia. En 1964 fue admitida como socia de Herzfeld & Rubin, un bufete de abogados de Nueva York.

### Carrera judicial
Goetz fue nombrada juez de quiebras de Estados Unidos en 1978, convirtiéndose en la primera mujer en ejercer como jueza de quiebras en el Distrito Este de Nueva York. Su despacho estaba en Hauppauge. A principios de la década de 1990 supervisó el procedimiento de quiebra de la aerolínea Braniff International Airways, que se había acogido al Capítulo 11 en agosto de 1991. Prestó sus servicios hasta 1993, volviendo a Herzfeld & Rubin a partir de entonces.

## Publicaciones
- Goetz, Cecelia H.; Hoenig, Michael (1974). «A Rational Approach to 'Crashworthy' Automobiles: The Need for Judicial Responsibility». Southwestern University Law Review (en inglés) 6 (1): 1-87. ISSN 0886-3296 – via HeinOnline.
- Goetz, Cecelia H. (1980). «The Basic Rules of Antitrust Damages». Antitrust Law Journal (en inglés) 49 (1): 125-140. ISSN 0003-6056. JSTOR 40840258.
- Goetz, Cecelia H. (1982). «Bankruptcy». Brooklyn Law Review (en inglés) 48 (4): 821-44. ISSN 0007-2362 – via HeinOnline.
- Goetz, Cecelia H. (1982). «Consumer Bankruptcies: Should Ability-to-Pay Condition Bankruptcy Relief?». New York Law School Law Review (en inglés) 27 (3): 705-744. ISSN 0145-448X – via HeinOnline.
- Goetz, Cecelia H. (1999). «Impressions of Telford Taylor at Nuremberg». Columbia Journal of Transnational Law (en inglés) 37: 669-672. ISSN 0010-1931 – via HeinOnline.